# Patrick Battiston
Patrick Battiston (* 12. března 1957, Amnéville) je bývalý francouzský fotbalový obránce. Za reprezentaci Francie odehrál 56 utkání a v roce 1984 s ní vyhrál mistrovství Evropy.

## Zranění na MS 1982
Battiston je znám i kvůli situaci z Mistrovství světa 1982 ve Španělsku. V semifinále proti Německu (3:3 po prodloužení, v penaltovém rozstřelu vyhráli Němci 5:4) dostal ve druhém poločase za stavu 1:1 dlouhou přihrávku vzduchem od Michela Platiniho a běžel sám na německého brankáře Haralda Schumachera. Ten proti němu vystartoval, Battistonovi se podařilo vystřelit mimo bránu. Schumacher vyskočil do vzduchu nohou napřed a v plné rychlosti zasáhl Battistona. Ten byl vážně zraněn, měl vyražené dva zuby, zlomená tři žebra a pochroumaný krční obratel. Nizozemský rozhodčí Charles Corver Schumachera nevyloučil, dokonce ani neodpískal faul. Schumacher se nezajímal o stav zraněného protihráče a po utkání v rozhovoru necitelně prohlásil, že mu zaplatí zubaře. Michel Platini uvedl, že si myslel, že Battiston je mrtvý, protože neměl puls a byl bledý. Battiston se ze zranění zotavil, Schumacher se mu omluvil až dodatečně.

## Ocenění

### Klubové
AS Saint-Étienne
- Division 1: 1981

Girondins de Bordeaux
- Division 1: 1984, 1985, 1987
- Francouzský pohár: 1986

AS Monaco
- Division 1: 1988

### Reprezentační
Francie
- Mistrovství Evropy: 1984